# Kány
Pour l’article ayant un titre homophone, voir Kanye.
Kány est un village et une commune du comitat de Borsod-Abaúj-Zemplén en Hongrie.